# Leif Andersson
Leif Andersson (n. 26 aprilie 1961, Risinge church parish⁠(d), Comitatul Östergötland, Suedia) este un biatlonist ce a reprezentat Suedia, medaliat olimpic. A participat la 4 ediții ale Jocurilor Olimpice (1984, 1988, 1992, 1994) în care a câștigat o medalie de bronz.